# Juan de la Cruz Ignacio Moreno y Maisanove
Juan de la Cruz Ignacio Moreno y Maisanove (né le 24 novembre 1817 à Guatemala, au Guatemala, et mort le 28 août 1884 à Madrid) est un juriste et cardinal espagnol du XIXe siècle. Sa famille et lui quittent le Guatemala en 1823, après le triomphe des indépendantistes.

## Biographie
Son père est Miguel Moreno y Morán de Butrón, et sa mère María de los Dolores de Maisonnave y López.
Durant sa carrière, Moreno est notamment auditeur à la Rote romaine à Madrid. Il est élu évêque d'Oviedo en 1857, est promu à l'archidiocèse de Valladolid en 1863 et transféré à l'archidiocèse de Tolède en 1875.
Le pape Pie IX le crée cardinal lors du consistoire du 13 mars 1868. Moreno participe au concile de Vatican I en 1869-1870 et au conclave de 1878, lors duquel Léon XIII est élu pape.